# Agua Sucia Indijanci
Agua Sucia Indijanci, (= "dirty water"/ jedno od brojnih malenih neklasificiranih plemena američkih Indijanaca koje je u 17 stoljeću obitavalo negdje na području današnjeg središnjeg dijela zapadnog Teksasa. Ovo pleme poznato je tek po jednom španjolskom dokumentu iz 1683. godine. Sve ostalo o njima je nepoznato. 

## Vanjske poveznice
- Agua Sucia ("dirty water") Indians